# Губная изба
Губная изба — помещение присутствия губного старосты в уездном городе, в котором сосредотачивалось все губное управление. 
Лицо, на обязанности которого лежало все письмоводство и делопроизводство губной избы — Губной дьяк.

## История
При введении воеводского управления губные избы стали называться съезжими или приказными избами.
Постройка и починка губной избы — повинность посадских и уездных людей губы; они же обязаны были доставлять деньгами или натурою все необходимое для губной избы, как то: дрова, свечи, бумагу, чернила, перья и прочее.
В деревнях и селах новгородских пятин, где не было уездных городов, губной староста располагался в губном стане. Пребывание губного стана в селе или деревне новгородских пятин Русского государства было большим обременением для местных жителей, так как от них требовалось в его пользу множество мелких личных и натуральных повинностей.